# Héctor Lozano i Colomer
Héctor Lozano i Colomer (Sabadell, 1974) és un guionista català.
Lozano cursà els seus estudis elementals a l'Escola Sant Nicolau de Sabadell, per a estudiar, posteriorment, dramatúrgia i direcció escènica a l'Institut del Teatre. Ha fet d'ajudant de direcció a les obres Hurracán i El coronel ocell, muntades per Rafel Duran, i a l'obra Zona zero amb Mario Gas. Com a guionista ha col·laborat en el programa La columna de Júlia Otero, a la sèrie Él y ella i en el programa infantil Los Lunnis que s'emet per Televisió Espanyola. I, emesos per Televisió de Catalunya, Ventdelplà, la Riera, Merlí, i Merlí: Sapere aude entre d'altres. És autor del llibre d'anècdotes teatrals Molta merda i de la novel·la Quan érem els Peripatètics

## Llibres publicats
- Molta merda. Ara Llibres. Barcelona: 2004[8]
- El llibre de Merlí. Escrit amb Rebecca Beltran. La Rosa dels Vents. Barcelona: 2016[9]
- Quan érem els Peripatètics. Columna Edicions. Barcelona: 2018[10]